# IC 4560
IC 4560 ist eine linsenförmige Galaxie vom Hubble-Typ S0 im Sternbild Bärenhüter am Nordsternhimmel.
Sie ist schätzungsweise 878 Millionen Lichtjahre von der Milchstraße entfernt und hat einen Durchmesser von etwa 100.000 Lj.
Im selben Himmelsareal befinden sich unter anderem die Galaxien NGC 5966, IC 4557, IC 4563.
Das Objekt wurde am 24. Juli 1903 von Stéphane Javelle entdeckt.